# Характер группы
Хара́ктер — мультипликативная комплекснозначная функция на группе.
Иначе говоря, если {\displaystyle G} — группа, то характер — это гомоморфизм из {\displaystyle G} в мультипликативную группу поля (обычно поля комплексных чисел).
Иногда рассматриваются только унитарные характеры — гомоморфизмы в мультипликативную группу поля, образ которых лежит на единичной окружности, или, в случае комплексных чисел, гомоморфизмы в {\displaystyle U(1)}. Все прочие гомоморфизмы в {\displaystyle k^{*}} называются в таком случае квазихарактерами.

## Связанные определения
- Характер топологической группы определяется как непрерывный гомоморфизм в мультипликативную группу поля. Соответственно, характер алгебраической группы — это рациональный гомоморфизм в {\displaystyle k^{*}.}

- Характер представления группы — близкое определение для представлений групп, элемент отображается в след своего представления.

## Свойства
- Для произвольной группы {\displaystyle G} множество характеров {\displaystyle \mathrm {Ch} (G)} образует абелеву группу с операцией
{\displaystyle \chi _{a}\cdot \chi _{b}=\chi _{ab}.}
  - Эту группу называют группой характеров.

- Характеры линейно независимы, то есть если {\displaystyle \chi _{1},\chi _{2},\ldots ,\chi _{n}} — различные характеры группы G, то из равенства {\displaystyle a_{1}\chi _{1}+a_{2}\chi _{2}+\cdots +a_{n}\chi _{n}=0} следует, что {\displaystyle a_{1}=a_{2}=\cdots =a_{n}=0.}

## Характеры в U(1)
Важным частным случаем характеров являются отображения в группу комплексных чисел, равных по модулю единице. Такие характеры имеют вид {\displaystyle \chi (a)=e^{2\pi \varphi (a)i}}, где {\displaystyle \varphi :G\to {\mathbb {R} },\ \forall a,b\in (G,\circ ):\ \varphi (a)+\varphi (b)=\varphi (a\circ b)}, и широко изучаются в теории чисел в связи с распределением простых чисел в бесконечных арифметических прогрессиях. В этом случае изучаемой группой является кольцо вычетов {\displaystyle {\mathbb {Z} }_{n}} с операцией сложения, а функция {\displaystyle \varphi } линейна. При этом множество различных значений линейного коэффициента в функции {\displaystyle \varphi } определяет группу характеров, изоморфную группе {\displaystyle {\mathbb {Z} }_{n}}.
Рассмотрим {\displaystyle {\mathbb {Z} }_{3}=\left\lbrace {[0],[1],[2]}\right\rbrace }
Для {\displaystyle \lambda =0,1,2} определим
{\displaystyle \chi _{\lambda }(x)=e^{2\pi {\frac {\lambda x}{3}}i}}
Множество {\displaystyle \left\lbrace {\chi _{0},\chi _{1},\chi _{2}}\right\rbrace } с операцией поточечного умножения образует группу характеров в {\displaystyle U(1)}. Нейтральным элементом этой группы является {\displaystyle \chi _{0}}, поскольку {\displaystyle \forall x\in {\mathbb {Z} }_{3}:\ \chi _{0}(x)=e^{2\pi {\frac {0\cdot x}{i}}}=e^{0}=1}.
Классическим примером использования характеров по модулю является теорема Дирихле о простых числах в арифметической прогрессии.
Для бесконечных циклических групп, изоморфных {\displaystyle {\mathbb {Z} }}, будет существовать бесконечное множество характеров вида {\displaystyle {\chi _{\alpha }}(n)=e^{2\pi n\alpha i}}, где {\displaystyle \alpha \in (0;1)}.

### Характеры конечнопорождённых групп
Для произвольной конечнопорождённой абелевой группы {\displaystyle (G,\circ )} также можно явно и конструктивно описать множество характеров в {\displaystyle U(1)}. Для этого используется теорема о разложении такой группы в прямое произведение циклических групп.
Поскольку любая циклическая группа порядка {\displaystyle h} изоморфна группе {\displaystyle {\mathbb {Z} }_{h}} и её характеры в {\displaystyle U(1)} всегда отображаются во множество {\displaystyle \left\lbrace {e^{2\pi {\frac {k}{h}}i}:\ k=0,\dots ,h-1}\right\rbrace }, то для группы, представленной прямым произведением {\displaystyle G=G_{1}\otimes \dots \otimes G_{s}}, циклических групп {\displaystyle G_{i}=\left\lbrace {{g_{i}}^{k}\ :\ 0\leq k<n_{i}}\right\rbrace }, можно параметризовать характер как произведение характеров циклических этих циклических групп:
{\displaystyle \chi _{k_{1},\dots ,k_{s}}(x)=e^{2\pi {\frac {k_{1}}{n_{1}}}}\cdot e^{2\pi {\frac {k_{s}}{n_{s}}}}=e^{2\pi ({\frac {k_{1}}{n_{1}}}+\dots +{\frac {k_{s}}{n_{s}}})},0\leq k_{i}<n_{i}}
Это позволяет провести явный изоморфизм между самой группой {\displaystyle G} и группой её характеров, равной ей по количеству элементов.
{\displaystyle {g_{1}}^{k_{1}}\circ \dots \circ {g_{s}}^{k_{s}}\mapsto \chi _{k_{1},\dots ,k_{s}}}

### Свойства характеров конечных групп
Для {\displaystyle g\in G} обозначим через {\displaystyle \chi _{g}:G\to U(1)} характер, соответствующий элементу {\displaystyle g} по описанной выше схеме.
Справедливы следующие тождества:
{\displaystyle \sum \limits _{g\in G}{\chi (g)}=\left\lbrace {\begin{matrix}0,&\chi \not =\chi _{0}\\|G|,&\chi =\chi _{0}\end{matrix}}\right.}
{\displaystyle \sum \limits _{x\in G}{\chi _{g}(x)}=\left\lbrace {\begin{matrix}0,&x\not =0\\|G|,&x=0\end{matrix}}\right.}

## Вариации и обобщения
Если {\displaystyle A} — ассоциативная алгебра над полем {\displaystyle k}, характер {\displaystyle A} — это ненулевой гомоморфизм алгебры {\displaystyle A} в {\displaystyle k}. Если при этом {\displaystyle A} — звёздная алгебра,[уточнить] то характер является звёздным гомоморфизмом в комплексные числа.